# Keuka Park (Nueva York)
Keuka Park es un lugar designado por el censo ubicado en el condado de Yates en el estado estadounidense de Nueva York. En el año 2010 tenía una población de 1.137 habitantes.

## Geografía
Keuka Park se encuentra ubicado en las coordenadas 42°36′42.16″N 77°5′39.39″O / 42.6117111, -77.0942750.